# 失落的世界
《失落的世界》（英語：The Lost World）是英國小說家亞瑟·柯南·道爾於1912年寫下的科幻小說。故事講述一隊探險隊到南美洲一個高原上探險，而這個高原上的生物因為與世隔絕。生態與物種截然不同。高原上依然生存著一些史前生物（恐龍以及其他已絕種生物。）

## 故事主角
其中一個角色查林傑教授在書中第一次出場，其後亦在柯南·道爾其他科幻小說中出現。查林傑（Challenger）這個名字有『挑戰者』的意思。

## 創作歷史
亞瑟·柯南·道爾受到其好友波西·福西特在南美洲的探險故事的啟發，創作了這個小說。

## 中譯本
湖南人民出版社曾在1980年出版有裴家勤译本，1981年1月第一版第一次印刷，书名为《被遗忘的世界》，“查倫諸教授”译为“查林杰”教授。32开本，258页，书号10109.1326，定价0.60元，封面设计：贺旭，龙涛。大陆未见再版，至今偶尔在旧书网站有售。
臺灣東方出版社譯為《恐龍探險隊》，將“查林傑”譯為“渣林傑”。

## 改編作品
- 1925年電影《失落的世界（英语：The Lost World (1925 film)）》
- 1960年電影《失落的世界（英语：The Lost World (1960 film)）》
- 1992年電影《失落的世界（英语：The Lost World (1992 film)）》
- 1992年電影《回到失落的世界（英语：Return to the Lost World）》
- 1998年電影《失落的世界（英语：The Lost World (1998 film)）》
- 2001年電影《失落的世界（英语：The Lost World (2001 film)）》
- 1999—2002年電視劇《遺失的世界》

## 流行文化
麥可·克萊頓小說《侏羅紀公園2：失落的世界》的書名是向柯南·道爾的《失落的世界》致敬。
2009年皮克斯制作的3D动画电影《天外奇蹟》的故事背景（世人所未知的南美高原）可能来源于《失落的世界》。

## 外部連結
- "The Lost Worlds of Arthur Conan Doyle"（页面存档备份，存于） July 15, 2009 at Cinefantastique
- The Lost World - 古腾堡计划.
- The Lost World (1925) available for free download from Internet Archive.
- LibriVox中的公有领域有声书《The Lost World》